# 싱가포르의 경제

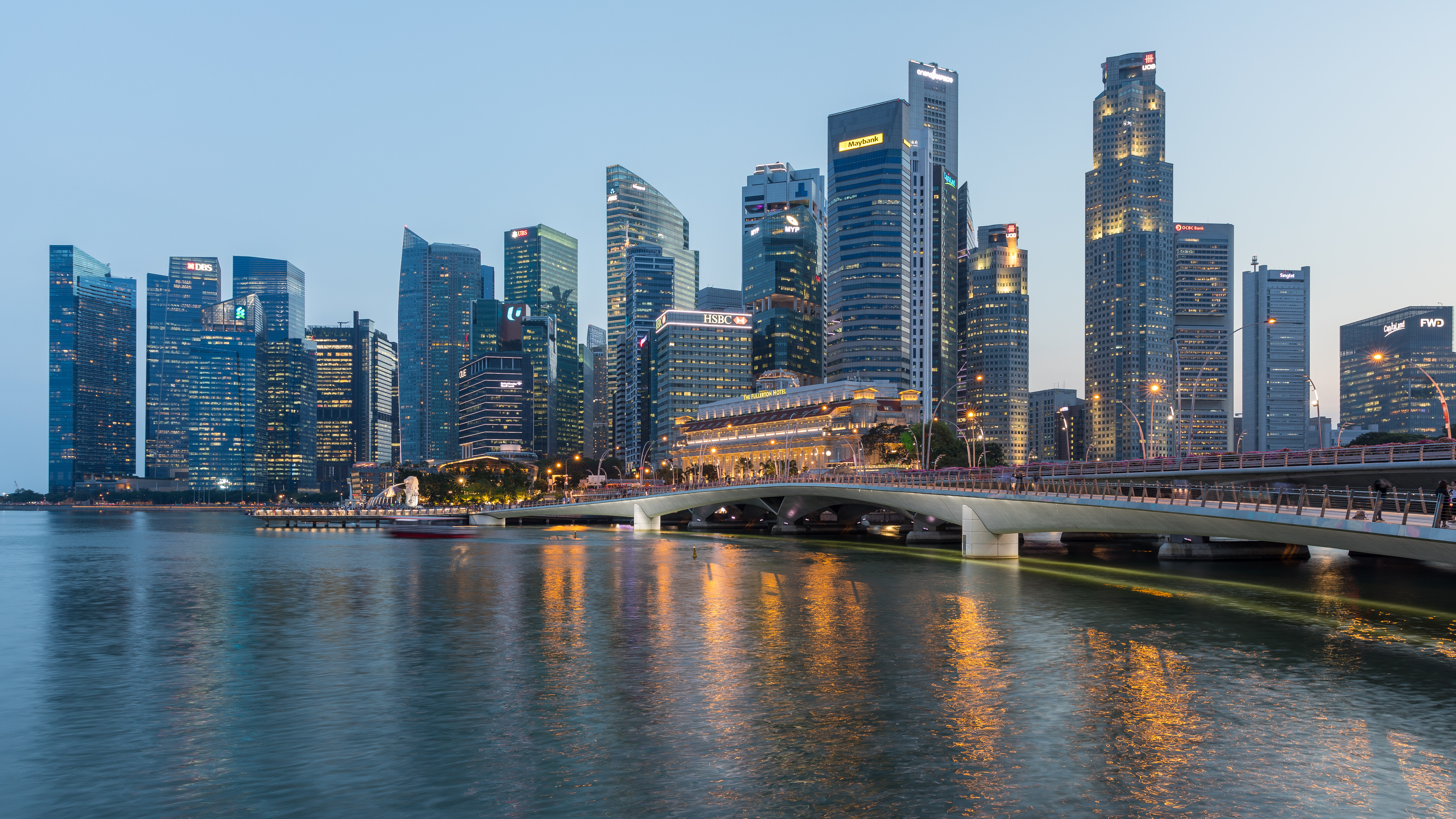
싱가포르 다운타운 코어의 스카이라인

싱가포르는 매우 발달한 성공적인 시장 경제를 갖추고 있다. 개방적이고 비즈니스하기 좋은 환경에다, 상대적으로 부패하지 않고 투명하고 안정적인 물가에, 다른 선진권들에 비해 세금이 낮으며 (14.2% GDP) 세계에서 1인당 국내 총생산(GDP)이 가장 높은 국가들 가운데 하나이다.
글로벌 및 현지 민간 기업과 공기업에 대한 기업 친화적인 평판과 함께 다양한 국영 기업이 싱가포르 경제에서 중요한 역할을 하고 있다. 국부펀드 테마섹 홀딩스(Temasek Holdings)는 싱가포르항공(Singapore Airlines), 싱텔(Singtel), ST 엔지니어링(ST Engineering), 미디어코프(Mediacorp) 등 국내 최대 규모의 여러 기업의 지분을 다수 보유하고 있다. 외국인 직접 투자(FDI)와 관련하여 싱가포르 경제는 세계의 주요 FDI 유출 금융 기관이다. 또한 싱가포르는 매우 매력적인 투자 환경과 현대에 걸쳐 안정적이고 유리한 정치 환경으로 인해 글로벌 투자자, 금융 기관 및 다국적 기업(MNC)으로부터 대규모 FDI 유입의 혜택을 받아왔다.
싱가포르는 웨이퍼 제조 산업 및 정유 산업과 같은 높은 수준의 수출 지향 산업화를 유지하기 위해 원자재를 구매하고 재수출을 위해 정제하는 중개 무역으로의 확장된 중개 무역 개념에 의존한다. 싱가포르는 이러한 중계 활동을 수행하는 데 있어 많은 이웃 국가보다 경쟁력을 높이는 전략적 항구를 보유하고 있다. 싱가포르의 GDP 대비 무역 비율은 2020년 기준 320%로 세계 최고 수준이다. 싱가포르 항은 화물 톤수 기준으로 세계에서 두 번째로 바쁜 항구이자 세계에서 가장 바쁜 환적 항구이다.
싱가포르는 또한 다른 아시아 태평양 시장과 근접한 전략적 위치와 고급 연결성 및 인프라(다양한 항공 허브 및 해상 항구), 다양한 목적지, 기가비트 광섬유 통신, 효율적인 도로 운송 및 대중 교통) 및 글로벌 인재를 환영하는 이민 정책으로 인해 다양한 다국적 기업의 관리 및 운영을 위한 지역, 대륙 및 글로벌 허브이기도 하다. 또한, 싱가포르는 다양한 형태의 관광(비즈니스 관광, MICE(Meetings, Incentives, Conferences, Exhibitions) 관광, 의료 관광, 도시 관광)으로 인기 있는 국제 관광지이다.
싱가포르 경제는 상대적으로 짧은 기간에 개발도상국에서 선진국 고소득 경제로 급속히 전환한 덕분에 종종 '기적'이라고 불린다. 이러한 변화는 20세기 후반 리관유 총리와 그의 정부의 지도 아래 이루어졌다. 싱가포르의 경제적 기적에 기여한 주요 요인 중 하나는 전략적 위치였으며, 이는 싱가포르를 국제 무역 및 상업의 이상적인 허브로 만들었다.
국가의 주요 수출품에는 전자제품, 화학제품, 서비스가 포함된다. 싱가포르는 자산 관리의 지역 허브이다. 싱가포르에서는 물이 부족하고 상당량의 물을 말레이시아에서 수입하므로 귀중한 자원으로 인식된다.
중소기업(SME)은 싱가포르 경제 환경의 중추이다. 2022년 중소기업은 싱가포르 전체 기업 명목 부가가치의 48%(S$2,840억)를 기여했으며 싱가포르 전체 인력 363만 명 중 71%를 고용했다.
싱가포르에는 경작 가능한 토지가 제한되어 있다. 이는 싱가포르가 농업 생산을 위해 농업기술 단지(특히 수직 수경 농장)에 크게 의존하고 있음을 의미한다. 결과적으로 싱가포르는 식량 공급의 90%를 수입하고 식량 안보를 달성하기 위해 다양한 공급 국가를 보유하고 있다. 싱가포르는 세계에서 가장 식량이 안전한 나라 중 하나로 선정되었다.
동서양 무역의 교차로에 있는 전략적 위치 외에도 싱가포르에는 천연자원이 거의 또는 전혀 없기 때문에 인적 자원은 싱가포르 경제 건전성에 있어 매우 중요한 문제이다. 경제의 서비스 및 제조 부문은 주민과 외국인으로 구성된 고도로 교육받고 숙련된 '전문, 관리, 경영 및 기술'(PMET) 인력에 크게 의존하고 있다. 싱가포르 경제는 2014년 Scientific American 생명공학 순위에서 바이오폴리스를 포함해 전체 2위를 차지했다.
21세기에 국제적 위상을 유지하고 경제적 번영을 촉진하기 위해 싱가포르는 혁신을 촉진하고 기업가 정신을 장려하며 인력을 재교육하는 조치를 취했다. 인력부(MoM)는 현지 주민의 최대 고용과 국가의 최대 경제 성장이라는 이중 임무를 달성하기 위해 외국인 근로자에 대한 이민 규정을 설정, 조정 및 집행하는 일차적인 책임을 진다. 싱가포르 전체 인구의 약 29%는 비거주 외국인이며, 그 중 싱가포르에서 활동하는 외국인 가사 근로자(FDW)는 255,800명이다.

## 경제 통계
| 연도 | GDP (in Bil. US$PPP) | 일인당 GDP (in US$ PPP) | GDP (in Bil. US$nominal) | 일인당 GDP (in US$ nominal) | GDP 성장률 (실질) | 인플레이션율 (%) | 실직율 (%) | 정부 부채 (GDP 중 %) |
| ---- | -------------------- | ----------------------- | ------------------------ | --------------------------- | ----------------- | ---------------- | ---------- | -------------------- |
| 1980 | 22.9                 | 9,479.4                 | 12.1                     | 5,005.0                     | 10.1%             | 8.5%             | 5.8%       | n/a                  |
| 1981 | 27.8                 | 10,958.8                | 14.4                     | 5,672.1                     | 10.8%             | 8.2%             | 5.9%       | n/a                  |
| 1982 | 31.6                 | 11,927.3                | 15.9                     | 6,000.0                     | 7.1%              | 3.9%             | 6.3%       | n/a                  |
| 1983 | 35.6                 | 13,281.0                | 18.0                     | 6,717.8                     | 8.6%              | 1.0%             | 5.6%       | n/a                  |
| 1984 | 40.1                 | 14,689.9                | 19.6                     | 7,160.3                     | 8.8%              | 2.6%             | 6.1%       | n/a                  |
| 1985 | 41.1                 | 15,039.4                | 18.6                     | 6,788.4                     | -0.6%             | 0.5%             | 4.6%       | n/a                  |
| 1986 | 42.5                 | 15,563.0                | 18.8                     | 6,870.8                     | 1.3%              | -1.4%            | 2.0%       | n/a                  |
| 1987 | 48.3                 | 17,406.2                | 21.6                     | 7,794.7                     | 10.8%             | 0.5%             | 3.9%       | n/a                  |
| 1988 | 55.6                 | 19,547.3                | 26.6                     | 9,329.0                     | 11.3%             | 1.5%             | 2.6%       | n/a                  |
| 1989 | 63.7                 | 21,730.1                | 31.4                     | 10,725.7                    | 10.2%             | 2.3%             | 1.8%       | n/a                  |
| 1990 | 72.6                 | 23,812.9                | 38.9                     | 12,763.3                    | 9.8%              | 3.5%             | 1.8%       | 73.5%                |
| 1991 | 80.0                 | 25,528.0                | 45.5                     | 14,502.0                    | 6.7%              | 3.4%             | 1.8%       | 76.4%                |
| 1992 | 87.3                 | 27,019.3                | 52.1                     | 16,136.2                    | 6.6%              | 2.2%             | 1.8%       | 79.0%                |
| 1993 | 99.6                 | 30,059.3                | 60.6                     | 18,290.1                    | 11.5%             | 2.3%             | 1.7%       | 71.2%                |
| 1994 | 113.0                | 33,054.6                | 73.7                     | 21,552.4                    | 11.1%             | 3.1%             | 1.7%       | 70.7%                |
| 1995 | 123.7                | 35,087.0                | 87.8                     | 24,914.9                    | 7.2%              | 1.7%             | 1.8%       | 69.8%                |
| 1996 | 135.3                | 36,869.6                | 96.3                     | 26,232.9                    | 7.5%              | 1.4%             | 1.7%       | 71.3%                |
| 1997 | 149.1                | 39,283.1                | 100.1                    | 26,375.9                    | 8.3%              | 2.0%             | 1.4%       | 70.8%                |
| 1998 | 147.5                | 37,557.0                | 85.7                     | 21,829.3                    | -2.2%             | -0.3%            | 2.5%       | 84.6%                |
| 1999 | 158.1                | 39,943.7                | 86.3                     | 21,796.6                    | 5.7%              | 0.0%             | 2.8%       | 85.3%                |
| 2000 | 176.3                | 43,775.8                | 96.1                     | 23,852.8                    | 9.0%              | 1.3%             | 2.7%       | 82.3%                |
| 2001 | 178.4                | 43,104.2                | 89.8                     | 21,699.7                    | -1.1%             | 1.0%             | 2.7%       | 94.5%                |
| 2002 | 188.3                | 45,080.2                | 92.5                     | 22,159.8                    | 3.9%              | -0.4%            | 3.6%       | 96.3%                |
| 2003 | 200.7                | 48,774.7                | 97.6                     | 23,730.4                    | 4.5%              | 0.5%             | 4.0%       | 99.1%                |
| 2004 | 226.6                | 54,377.3                | 115.0                    | 27,608.1                    | 9.9%              | 1.7%             | 3.4%       | 95.7%                |
| 2005 | 250.9                | 58,815.0                | 127.8                    | 29,961.3                    | 7.4%              | 0.5%             | 3.1%       | 92.7%                |
| 2006 | 281.9                | 64,054.4                | 148.6                    | 33,768.4                    | 9.0%              | 1.0%             | 2.7%       | 86.5%                |
| 2007 | 315.7                | 68,793.8                | 180.9                    | 39,432.9                    | 9.0%              | 2.1%             | 2.1%       | 87.8%                |
| 2008 | 327.7                | 67,718.3                | 193.6                    | 40,008.6                    | 1.9%              | 6.6%             | 2.2%       | 97.9%                |
| 2009 | 330.2                | 66,212.2                | 194.2                    | 38,926.8                    | 0.1%              | 0.6%             | 3.0%       | 101.7%               |
| 2010 | 382.7                | 75,389.8                | 239.8                    | 47,236.7                    | 14.5%             | 2.8%             | 2.2%       | 98.7%                |
| 2011 | 415.0                | 80,052.4                | 279.4                    | 53,891.5                    | 6.2%              | 5.2%             | 2.0%       | 103.1%               |
| 2012 | 436.0                | 82,065.0                | 295.1                    | 55,547.5                    | 4.4%              | 4.6%             | 2.0%       | 106.7%               |
| 2013 | 448.1                | 83,001.8                | 307.6                    | 56,967.4                    | 4.8%              | 2.4%             | 1.9%       | 98.2%                |
| 2014 | 461.8                | 84,423.2                | 314.9                    | 57,564.8                    | 3.9%              | 1.0%             | 2.0%       | 97.7%                |
| 2015 | 481.4                | 86,974.7                | 308.0                    | 55,645.6                    | 3.0%              | -0.5%            | 1.9%       | 102.2%               |
| 2016 | 501.5                | 89,436.6                | 318.8                    | 56,858.5                    | 3.6%              | -0.5%            | 2.1%       | 106.6%               |
| 2017 | 534.9                | 95,310.3                | 343.2                    | 61,149.6                    | 4.7%              | 0.6%             | 2.2%       | 107.7%               |
| 2018 | 567.7                | 100,686.1               | 377.0                    | 66,857.3                    | 3.7%              | 0.4%             | 2.1%       | 109.4%               |
| 2019 | 584.2                | 102,431.4               | 375.5                    | 65,833.2                    | 1.1%              | 0.6%             | 2.3%       | 128.2%               |
| 2020 | 566.8                | 99,681.2                | 345.3                    | 60,727.6                    | -4.1%             | -0.2%            | 3.0%       | 152.0%               |
| 2021 | 635.3                | 116,486.3               | 397.0                    | 72,794.9                    | 7.6%              | 2.3%             | 2.7%       | 159.9%               |
| 2022 | 701.0                | 131,425.7               | 423.6                    | 79,426.1                    | 3.0%              | 5.5%             | 2.1%       | 141.1%               |
| 2023 | 742.3                | 140,280.1               | 447.2                    | 84,500.4                    | 2.3%              | 3.0%             | 2.1%       | 140.0%               |
| 2024 | 777.8                | 147,117.9               | 470.1                    | 88,926.0                    | 2.6%              | 2.0%             | 2.1%       | 139.9%               |
| 2025 | 811.9                | 152,667.0               | 491.2                    | 92,363.0                    | 2.5%              | 1.5%             | 2.1%       | 140.6%               |
| 2026 | 848.2                | 158,689.4               | 513.5                    | 96,065.7                    | 2.5%              | 1.5%             | 2.1%       | 141.2%               |
| 2027 | 886.1                | 164,987.2               | 536.8                    | 99,935.1                    | 2.5%              | 1.5%             | 2.1%       | 141.8%               |

## 무역
| 연도   | 총 무역 | 수입 | 수출 | % 변화량 |
| ------ | ------- | ---- | ---- | -------- |
| 2000년 | $273    | $135 | $138 | 21%      |
| 2001년 |         |      |      | -9.4%    |
| 2002년 | $432    |      |      | 1.5%     |
| 2003년 | $516    | $237 | $279 | 9.6%     |
| 2004년 | $629    | $293 | $336 | 21.9%    |
| 2005년 | $716    | $333 | $383 | 14%      |
| 2006년 | $810    | $379 | $431 | 13.2%    |

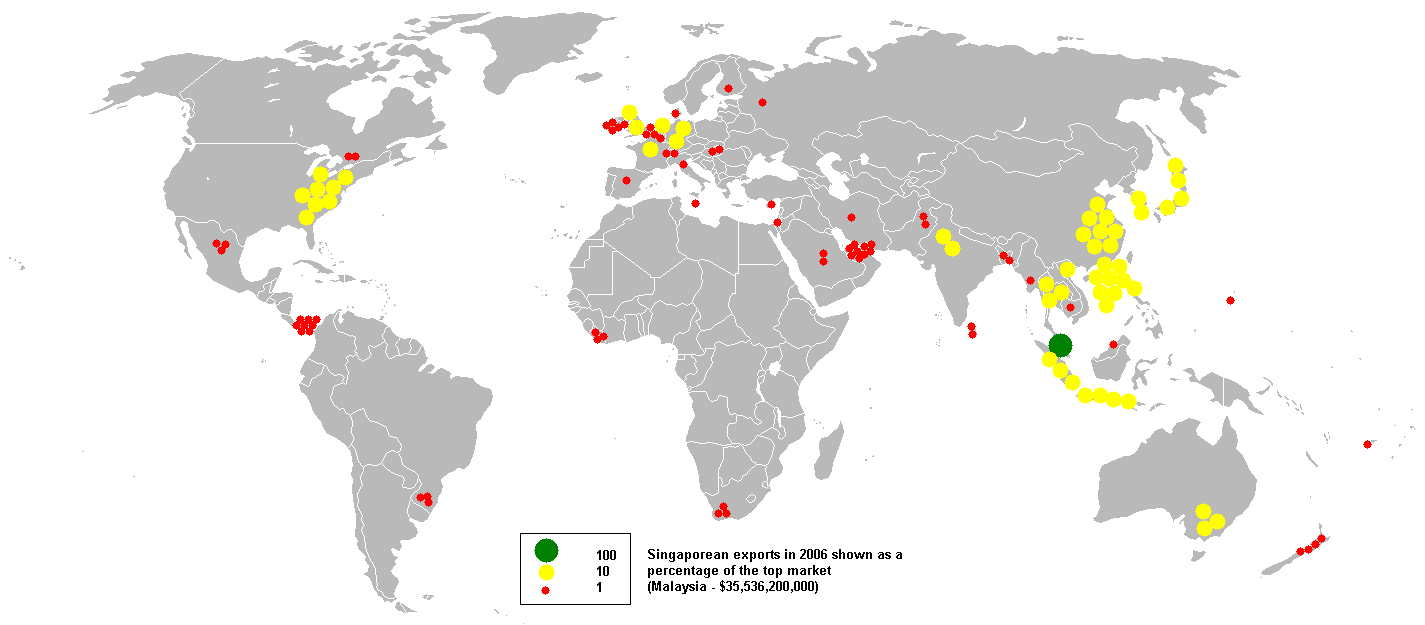
2006년 기준 싱가포르의 수출

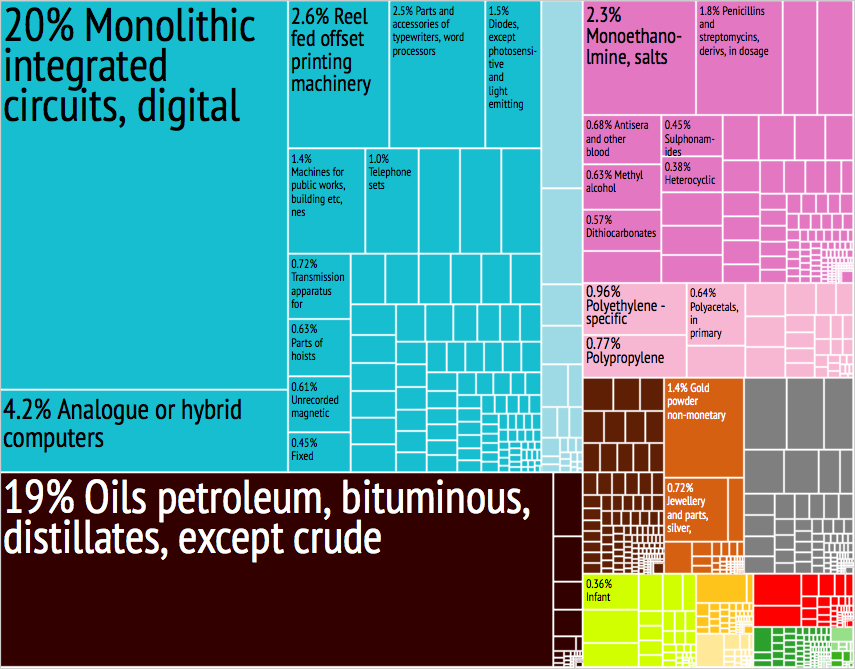
싱가포르 수출 트리맵

(모든 값은 10억 싱가포르 달러 기준.)

## 환율
| 연도         | 미국 1달러 대비 싱가포르 달러 |
| ------------ | ----------------------------- |
| 1981년       | 2.0530                        |
| 1985년       | 2.1213                        |
| 1990년       | 1.7275                        |
| 1995년       | 1.4148                        |
| 2000년       | 1.7361                        |
| 2005년       | 1.6738                        |
| 2008년 (4월) | 1.3643                        |
| 2009년 (3월) | 1.5123                        |
| 2010년       | 1.2844                        |
| 2011년 (5월) | 1.2336                        |

## 통화정책
싱가포르 통화청(MAS)은 싱가포르의 중앙은행이자 금융 규제 기관이다. 화폐발행은 물론, 화폐, 은행, 보험, 증권, 금융 전반에 관한 각종 법령을 관장한다. MAS는 정부의 은행원이자 금융 대리인 역할을 할 수 있는 권한을 부여 받았다. 또한 통화 안정성을 촉진하고 경제 성장에 도움이 되는 신용 및 교환 정책을 촉진하는 역할도 맡았다.
연방준비제도(Federal Reserve System), 유럽중앙은행(European Central Bank), 영란은행(Bank of England)과 같은 다른 많은 중앙은행과 달리 MAS는 시스템의 유동성에 영향을 미치기 위해 이자율을 통해 통화 시스템을 규제하지 않는다. 대신, 1981년부터 시행해 온 외환 메커니즘을 통해 이를 수행하기로 선택한다. 이를 통해 싱가포르 달러와 공개적으로 공개하지 않는 여러 통화, 즉 싱가포르 달러 명목 실효 환율을 관리한다. 이는 SGD 시장과 화폐 시장의 다른 운영에 개입함으로써 이를 수행한다. MAS는 대부분의 중앙은행보다 정책 입장을 덜 빈번하게 검토하며, 주기는 약 6개월이다. 코로나19 팬데믹 기간과 같은 일부 상황에서는 MAS가 연 2회 회의 날짜를 변경할 수 있다.
2022년 5월, 6개 주요 은행은 싱가포르 벤치마크 금리를 조작하기 위해 협력했다는 독점 금지 혐의를 해결하기 위해 6,450만 달러를 지불하기로 합의했다.

## 부동산 정책
부동산 투기를 완화하기 위해 정부는 2011년 12월부터 추가 구매자 인지세(ABSD)를 부과했다. 이는 이후 2013년 1월에 인상되었고 2018년 7월에 다시 인상되었다. 현재 첫 부동산을 구입하는 싱가포르 시민에게는 ABSD가 없다. 두 번째 부동산부터는 최대 15% ABSD를 지불한다. 외국인의 경우 첫 번째 재산이더라도 ABSD 세율은 20%이다. 그리고 엔터티의 경우 25%이다. 2018년에 ABSD를 인상하는 동시에 MAS는 대출 기간을 제한하고 대출 가치 비율을 낮추어 주택 대출에 대한 규정을 강화했다.

## 같이 보기
- 싱가포르 모델
- 아시아의 네 마리 용
- 대나무 네트워크

## 참조
1. ↑  Central Intelligence Agency (2012년 8월 6일). “CIA - The World Factbook”. cia.gov. 2019년 1월 7일에 원본 문서에서 보존된 문서. 2012년 8월 13일에 확인함.
2. ↑  Ministry of Trade and Industry Singapore. “Free Market System”. mti.gov.sg. 2015년 10월 7일에 원본 문서에서 보존된 문서. 2013년 4월 13일에 확인함.
3. ↑  World Economic Forum. “Global Enabling Trade Report” (PDF). 2011년 7월 22일에 원본 문서 (PDF)에서 보존된 문서. 2012년 11월 21일에 확인함.
4. ↑  Monetary Authority of Singapore. “Conducive Pro-Business Environment”. 2012년 10월 16일에 원본 문서에서 보존된 문서. 2013년 4월 13일에 확인함.
5. ↑  Transparency International. “Corruption Perceptions Index, 2010”. 2012년 10월 23일에 원본 문서에서 보존된 문서. 2013년 4월 13일에 확인함.
6. ↑  premiatnc.com. “싱가포르 조세제도 요약, 2021”.
7. ↑  Index of Economic Freedom 보관됨 2018-12-24 - 웨이백 머신, 헤리티지 재단.